# Harper's Island
Harper's Island er en amerikansk tv-serie skabt af Ari Schlossberg. Serien debuterede på CBS den 9. april 2009.
Serien følger en gruppe af familie og venner, der rejser til øen Harper's Island til et bryllup, blot for ast konstatere, at der er en morder i blandt dem.